# Panellus belangeri
Panellus belangeri är en svampart som först beskrevs av Jean François Montagne, och fick sitt nu gällande namn av Rolf Singer 1973. Panellus belangeri ingår i släktet Panellus och familjen Mycenaceae.   Inga underarter finns listade i Catalogue of Life.